# Xã Howell, Quận Howell, Missouri
Xã Howell (tiếng Anh: Howell Township) là một xã thuộc quận Howell, tiểu bang Missouri, Hoa Kỳ. Năm 2010, dân số của xã này là 19.681 người.